# Crosslandia
Crosslandia is een geslacht van weekdieren uit de klasse van de Gastropoda (slakken).

## Soorten
- Crosslandia daedali Poorman & Mulliner, 1981
- Crosslandia viridis Eliot, 1902